# Jules Emmanuel Ravinet
Emmanuel-Jules Ravinet, né le 14 germinal an IX (4 avril 1801) au 23 rue des Marais, à Paris, fut évêque de Troyes de 1860 à 1875.

## Biographie
Emmanuel-Jules Ravinet est le fils de Pierre-Dieu Ravinet et de Marie Julie Hibon-Debagny
Après avoir fait des études littéraires au collège Stanislas sous la direction de l’abbé Liautard, Emmanuel-Jules, qu’une vocation poussait vers la carrière ecclésiastique, poursuivit ses études dans le même établissement. Il y était donné en effet des cours de théologie pour les jeunes ressentant le même appel que lui. Ordonné prêtre le 28 mai 1825 par Quelen, il fut chargé de l’enseignement des sciences ecclésiastiques. Il devint secrétaire particulier de l’archevêque de Paris, Affre, puis fut nommé en 1843 chanoine titulaire de Notre-Dame. Il dirigea la communauté des Sœurs de Saint Joseph de Cluny et celle des Sœurs de l’Immaculé Conception. Nommé par un décret le 15 décembre 1860, il succéda à Cœur au siège épiscopal de Troyes. Préconisé par Pie IX lors du consistoire du 18 mars 1861, il fut sacré évêque le 1er mai suivant à Notre-Dame de Paris avec l’accord de Napoléon III. Il fut reçu solennellement à la cathédrale de Troyes par son clergé et toutes les autorités du département de l'Aube ; au premier rang desquelles le vicomte de Charnailles, préfet, qui avait été un de ses anciens élèves au Collège Stanislas. Buquet, évêque de Parium et ancien directeur de Stanislas, accompagnait ce jour-là Ravinet qui avait été son bras droit à la direction de l’établissement dès 1839.
Ravinet fut remis de ses fonctions le 2 août 1875, atteignant l’âge de la retraite. Il mourut le 21 mars 1881. Il avait été décrété officier de la Légion d’Honneur en 1862.
Sa charge pastorale dura de 1861 à 1875. Le 19 février 1868, il consacra et célébra la messe à l'autel  de la Vierge récemment reconstruit par le sculpteur troyen François Joseph Valtat en l'église Saint-Jean-au-Marché de Troyes
Jules Ravinet décéda le 28 mars 1881 à Paris et a été inhumé dans le chœur de sa cathédrale. Son successeur à ce siège épiscopal fut Pierre-Louis-Marie Cortet.

## Armes et devise
D'azur à la croix haute et ancrée d'or, posée sur un rocher de 4 coupeaux du même, surmontée d'un Saint-Esprit d'argent rayonnant d'or.
« In cruce robur et solutium »

## Distinction
- Officier de la Légion d'honneur (13 août 1867[2])